# 圣艾尼昂 (塔恩-加龙省)
圣艾尼昂（法語：Saint-Aignan，法語發音：[sɛ̃.t‿ɛɲɑ̃]）是法国新阿基坦大区塔恩-加龙省的一个市镇，属于卡斯泰尔萨拉桑区。

## 地理
圣艾尼昂（44°1'5"N, 1°4'28"E）面积4.85 平方千米，位于法国奧克西塔尼大區塔恩-加龙省，该省份为法国西南部内陆省份，北起顺时针与洛特省、阿韦龙省、塔恩省、上加龙省、热尔省和洛特-加龙省接壤。
与圣艾尼昂接壤的市镇（或旧市镇、城区）包括：卡斯泰尔费吕斯、卡斯泰尔迈朗、卡斯泰尔萨拉桑。

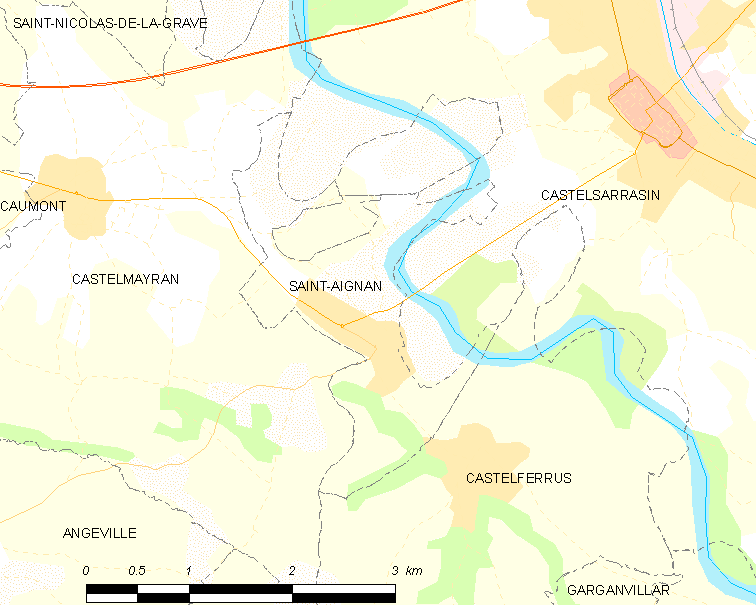
的OSM定位图

圣艾尼昂的时区为UTC+01:00、UTC+02:00（夏令时）。

## 行政
圣艾尼昂的邮政编码为82100，INSEE市镇编码为82152。

## 政治
圣艾尼昂所属的省级选区为加龙-洛马涅-布吕尤瓦县。

## 人口

1962-2008年间人口变化图示

圣艾尼昂于2022年1月1日时的人口数量为407人。